# Ferdinand Oldewelt

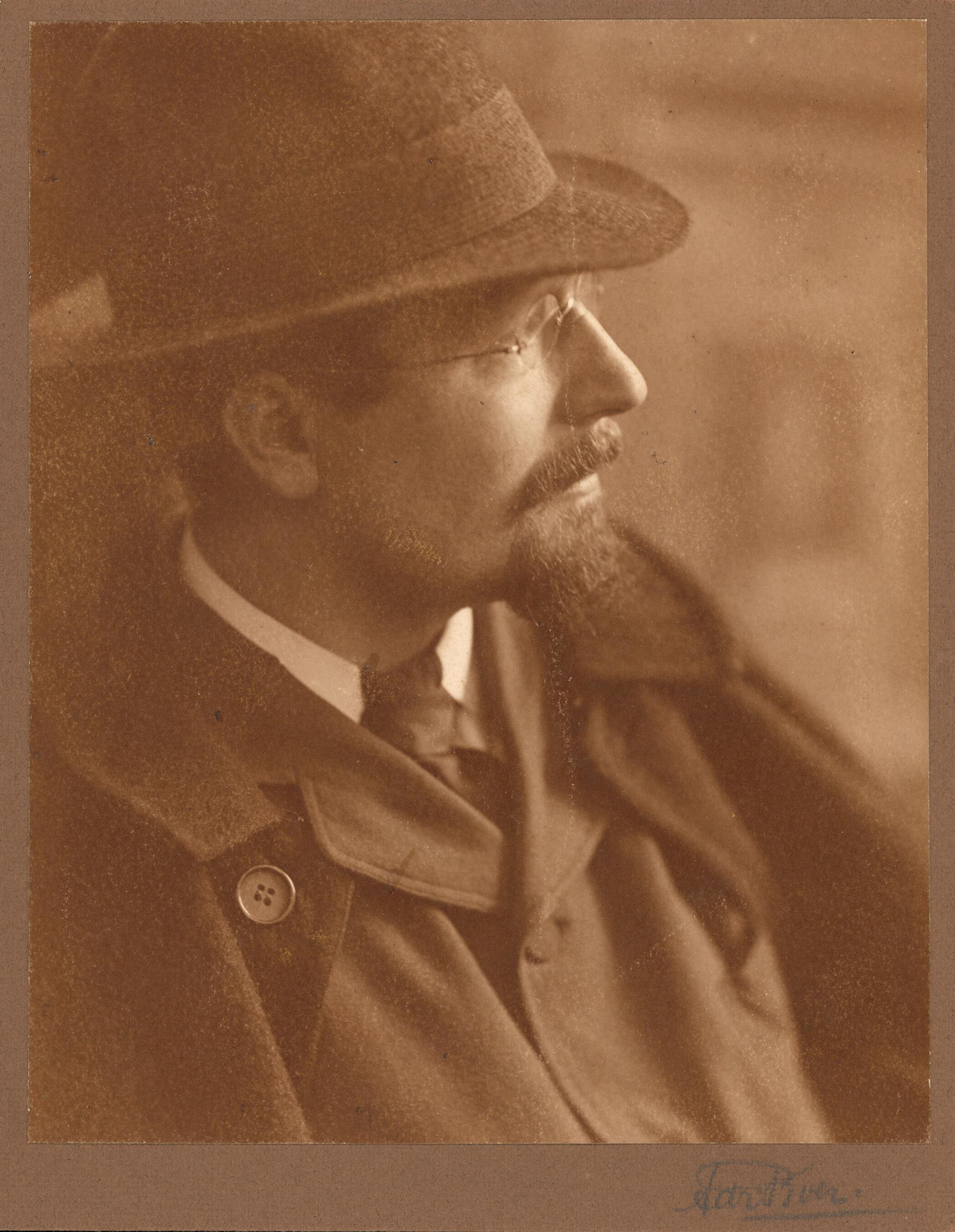
Ferdinand Oldewelt

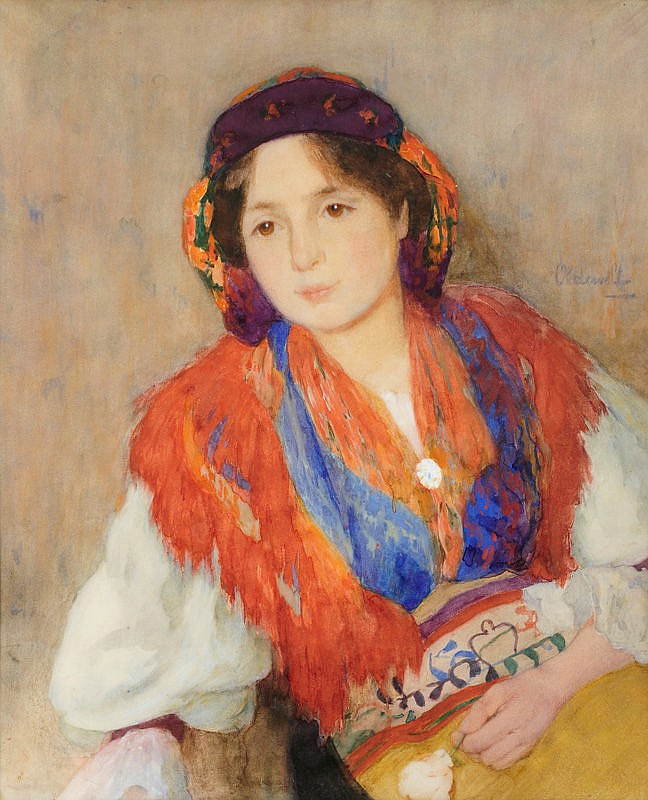
Spanierin

Ferdinand Gustaaf Willem Oldewelt (* 19. August 1857 in Amsterdam; † 22. April 1935 in Laren (Noord-Holland)) war ein niederländischer Maler und Kunstpädagoge.
Ferdinand Oldewelt wurde von 1871 bis 1878 an der Rijksakademie van beeldende kunsten Amsterdam  ausgebildet, wo er unter der Leitung von August Allebé und Barend Wijnveld studierte. Danach setzte er sein Studium an der Koninklijke Academie voor Schone Kunsten van Antwerpen als Schüler von Charles Verlat fort. 1891 wurde er Schulleiter an der Kunstgewerbeschule in Haarlem, danach wurde er 1896 zum Direktor der Academie Minerva in Groningen ernannt. 1903 wurde er zum Schulleiter an der Academie van Beeldende Kunsten en Technische Wetenschappen in Rotterdam berufen, wo er bis zu seiner Pensionierung 1922 tätig war. Er war unter anderem Lehrer von Pieter den Besten, Gesina Boevé, Alida van Houten, Hermann Mees, Henri Minderop und Johannes Hendrik Eduard Schilling.
1890 war er einer der ersten Maler, die im späteren Künstlerdorf Laren malten, ließ sich dort aber erst 1922 nieder. Er wurde Mitglied der Larener Schule.
Oldewelt war Mitglied von „Arti et Amicitiae“ und „Pulchri Studio“.